# Scott Garrett
Ernest Scott Garrett, född 9 juli 1959 i Englewood, New Jersey, är en amerikansk republikansk politiker. Han representerade delstaten New Jerseys femte distrikt i USA:s representanthus 2003–2017. I kongressen var han mycket konservativ och rankades av American Conservative Union som den mest konservativa ledamoten av USA:s kongress.
Garrett avlade 1981 kandidatexamen vid Montclair State College. Han avlade sedan 1984 juristexamen vid Rutgers University. Han utmanade den moderata sittande kongressledamoten Marge Roukema i republikanernas primärval inför kongressvalet 1998. Han förlorade mot Roukema men fick ändå 48% av rösterna i primärvalet. Han utmanade sedan Roukema på nytt i primärvalet två år senare men förlorade igen med samma resultat. Roukema kandiderade inte till omval i kongressvalet 2002. Garrett vann primärvalet med 45% av rösterna och besegrade sedan demokraten Anne Sumers i själva kongressvalet med 59% av rösterna mot 38% för Sumers.
Förutom för American Conservative Union gav abortmotståndarlobbyn National Right to Life Committee Garrett en hundraprocentig ranking. I kongressen förespråkade han undervisningen av intelligent design i offentliga skolor och ett federalt internetpokerförbud.